# Jardim Vasco da Gama
Il Jardim Vasco da Gama ("Giardino Vasco da Gama") è un giardino pubblico di Lisbona, situato tra Praça do Império e Praça Afonso de Albuquerque (alle quali è adiacente), nella freguesia e quartiere Belém.

## Storia
Il giardino fu progettato dall'architetto paesaggista António Saraiva nel 1960 e costruito negli anni '80.
Il 21 febbraio 2012, alla presenza della principessa Maha Chakri Sirindhorn di Thailandia e del sindaco di Lisbona António Costa, venne inaugurato nel giardino il Pavilhão Sala Thai, un piccolo padiglione in stile thailandese (appunto una "Sala Thai") in occasione delle celebrazioni per i 500 anni di relazioni diplomatiche tra il Portogallo e la Thailandia.
Ad inizio agosto 2023, il giardino ha ospitato il "Parco delle confessioni" per la XXXVIII Giornata Mondiale della Gioventù; in esso, papa Francesco ha confessato tre giovani.

## Descrizione
Il giardino è costituito da un grande prato centrale, delimitato da un filare di alberi e arbusti.

## Galleria d'immagini

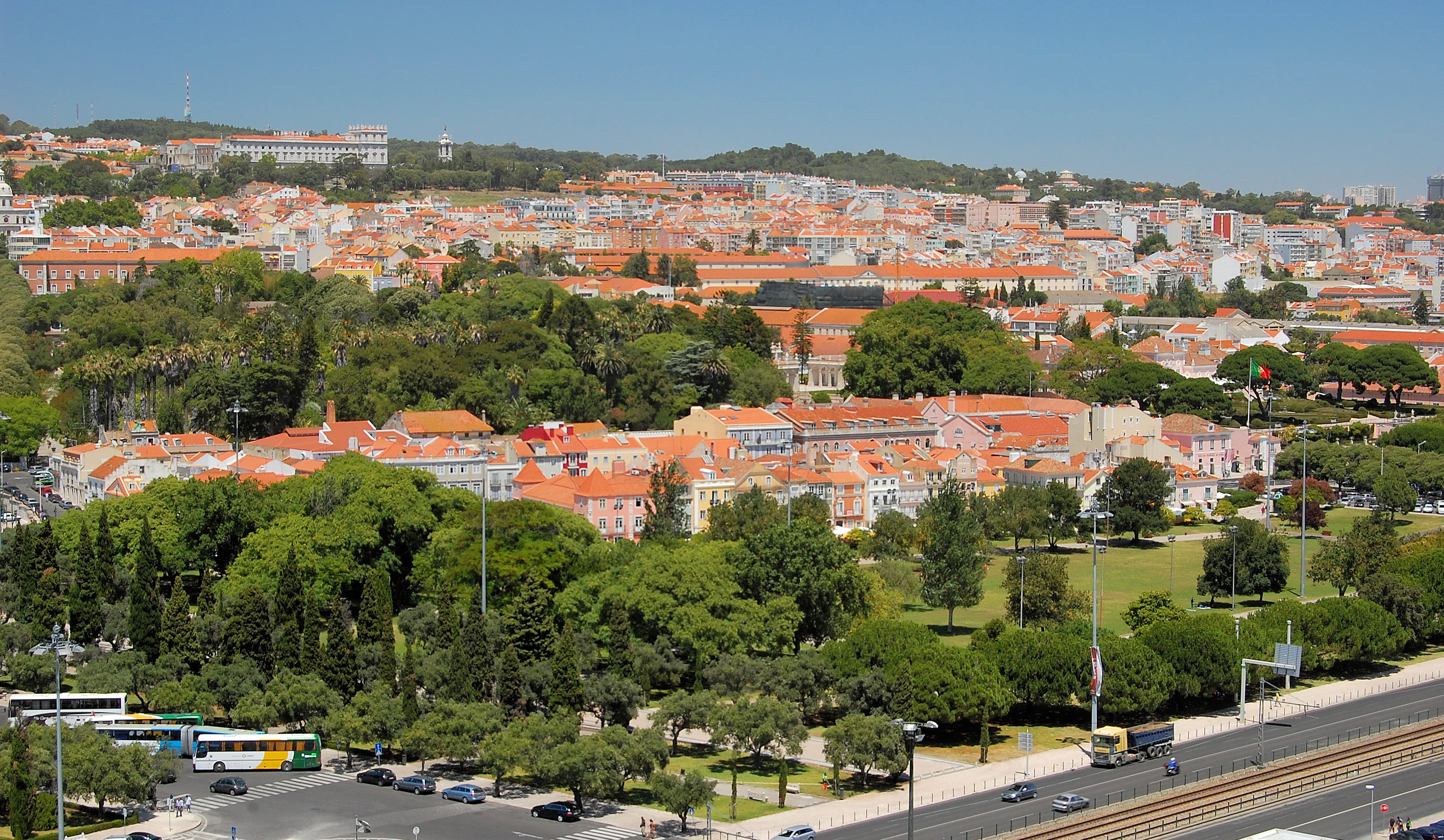
Il giardino (nella parte inferiore dell'immagine) visto dalla sommità del Padrão dos Descobrimentos
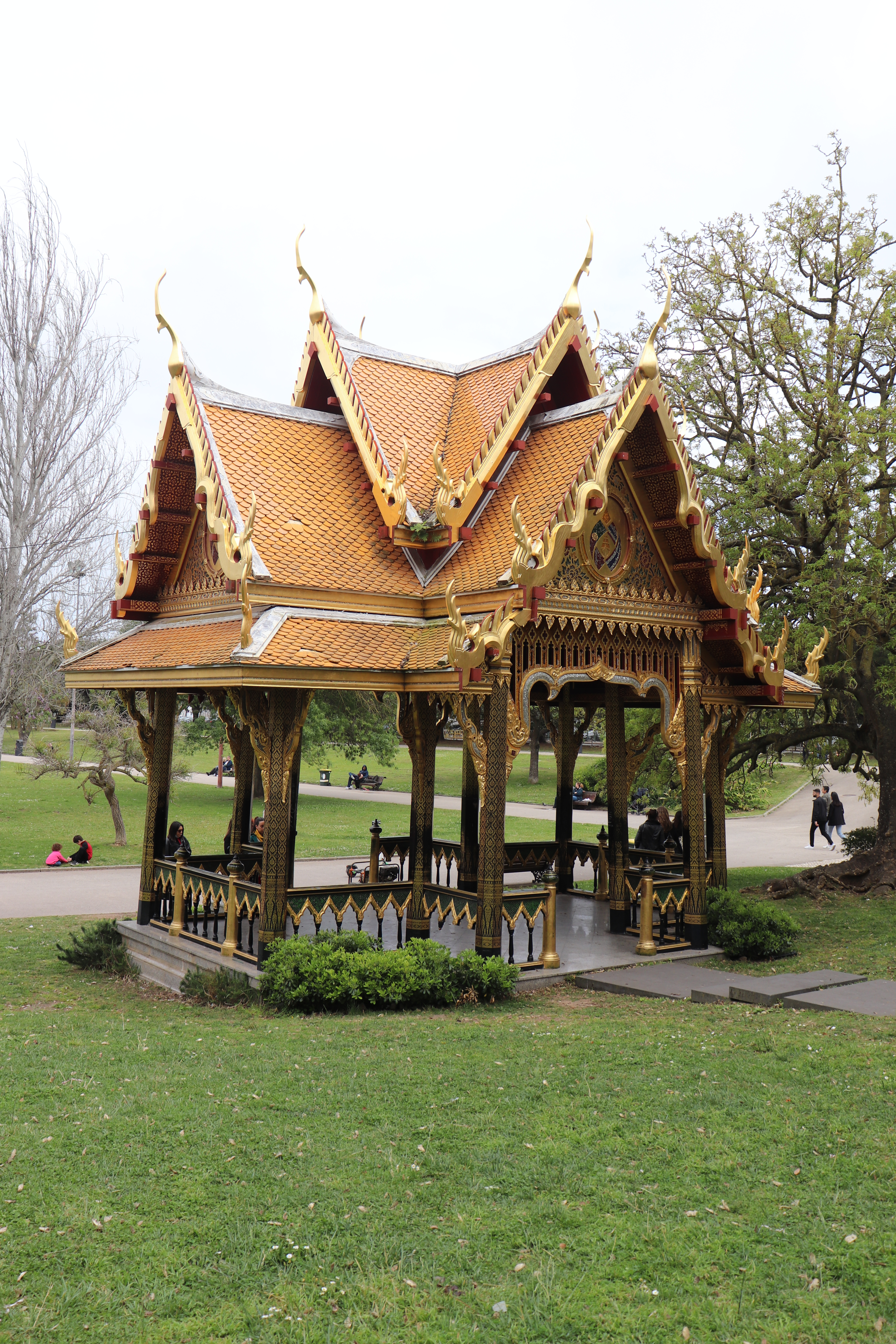
Il Pavilhão Sala Thai nel giardino